# L'amour à la mer
L'amour à la mer è un film del 1964 diretto da Guy Gilles.

## Trama
Daniel è un marinaio a Brest, all'ultimo anno di leva. Genevieve, è una segretaria a Parigi. Lei, innamorata, lo aspetta per un anno scrivendogli appassionate lettere. Lui, tormentato e dubbioso non sa decidersi sul suo futuro con lei. Tornerà alla fine a Parigi dopo il congedo solo per confessare a Genevieve la sua incapacità di ricambiare il suo amore e la necessità di vivere lontano dalla città, libero di cercare e cambiare la propria vita.